# Yalıkavak, Bodrum
Yalıkavak là một thị trấn thuộc huyện Bodrum, tỉnh Muğla, Thổ Nhĩ Kỳ. Dân số thời điểm năm 2011 là 11.227 người.